# Ancylopus pictus
Ancylopus pictus es una especie de coleóptero de la familia Endomychidae. Presenta las subespecies: Ancylopus pictus indianus, Ancylopus pictus papuanus, Ancylopus pictus philippinicus y Ancylopus pictus pictus.